# Біллі Зейн
Вільям Джордж «Біллі» Зейн (англ. William George "Billy" Zane; нар. 24 лютого 1966, Чикаго, США) — американський актор, кінопродюсер та кінорежисер.

## Життєпис
Зейн народився в Чикаго, штат Іллінойс, у родині Талії і Вільяма Джорджа Зейн старшого, обидва були акторами-аматорами та засновниками школи для медичних фахівців. Його батьки емігрували з Греції до США, де скоротили прізвище Занетакос на американський лад, через це Біллі вільно володіє грецькою мовою. У нього є старша сестра Ліза Зейн, також актриса.
Його першою великою роллю в кіно стала роль Матча, товариша Біффа Таннена, в перших двох частинах трилогії Назад у майбутнє (Back to the Future) в 1985 році. Проте справжню популярність йому приніс блокбастер Джеймса Кемерона Титанік (1997), де Зейн зіграв роль зарозумілого Каледонія Гоклі. Пізніше Біллі знімався в телевізійних серіалах Твін Пікс (1990—1991), Boston Public (1991) і Усі жінки — відьми (1998—2006).
З 1989 по 1995 роки Біллі Зейн був одружений з акторкою Лізі Коллінз. Деякий час він був заручений з чилійською актрисою Леонор Варела, з якою він познайомився в 1999 році на знімальному майданчику телевізійного фільму Клеопатра (Cleopatra, 1995). Потім деякий час мав відносини з британською фотомоделлю Келлі Брук, з якою зустрівся під час праці над фільмом Острів виживання (Survival Island, 2006), однак з нею розійшовся у квітні 2008. У 2010 році Зейн зустрічався з хорватською моделлю Ясміною Хдагою, але вони розійшлися пізніше того ж року. Через свого друга Зейн познайомився з американською моделлю Кендіс Ніл, з якою зараз заручений. У пари народилося дві доньки — Ава Кетрін Зейн (2011) та Гія Зейн (2014).
У 1999 році Зейн взяв участь у першому ралі Gumball 3000, керував Aston Martin DB5 1964 року випуску. Він є також художником-абстракціоністом-експресіоністом, мав численні персональні та групові виставки.

## Фільмографія

### Фільми

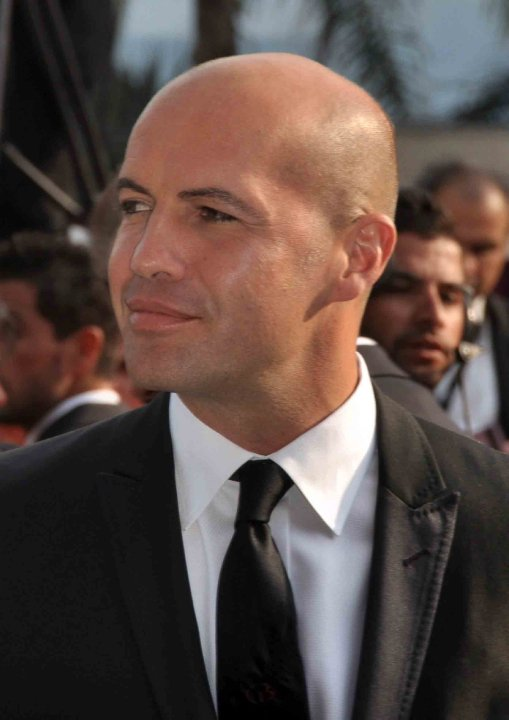
Біллі Зейн на Каннському кінофестивалі, 2010 рік

- 1985: Назад у майбутнє / Back to the Future
- 1986: Братство юстиції / Brotherhood of Justice
- 1986: Зубастики / Critters
- 1989: Going Overboard
- 1989: Dead Calm
- 1989: Назад у майбутнє 2 / Back to the Future Part II
- 1990: Мегавілль / Megaville
- 1990: Мемфісу красуня / Memphis Belle
- 1991: Фатальна жінка / Femme Fatale
- 1992: Орландо / Orlando
- 1992: Лісове озеро / Lake Consequence
- 1993: Poetic Justice
- 1993: Хижий вогонь / Flashfire
- 1993: Снайпер / Sniper
- 1993: Posse
- 1993: Тумстоун / Tombstone
- 1994: Мовчання шинки / The Silence of the Hams
- 1994: Відображення злочину / Reflections on a Crime
- 1994: Тільки ти / Only You
- 1995: The Set-Up
- 1995: Байки зі склепу: Лицар-демон / Demon Knight
- 1996: Фантом / The Phantom
- 1996: Голова над водою / Head Above Water
- 1997: Danger Zone
- 1997: Титанік / Titanic
- 1998: Підступний план Сьюзен / Susan's Plan
- 1998: Я прокинувся рано в день моєї смерті / I Woke Up Early The Day I Died
- 1998: Pocahontas II: Journey to a New World
- 1999: Клеопатра / Cleopatra
- 1999: Taxman
- 2000: Гендрікс/Hendrix — Майкл Джеффрі
- 2000: Sole Survivor
- 2001: Зразковий самець / Zoolander
- 2001: Фанатик / The Believer
- 2001: Непереможний / Invincible
- 2001: CQ
- 2001: Invincible
- 2001: Morgan's Ferry
- 2002: Швидкісний межа / Landspeed
- 2003: Лиховісне попередження / Silent Warnings
- 2003: The Kiss
- 2003: Влад / Vlad
- 2004: Здохла риба / Dead Fish
- 2004: Срібне місто / Silver City
- 2005: Остання висадка / The Last Drop
- 2005: The Pleasure Drivers
- 2006: Бладрейн / BloodRayne
- 2006: Острів виживання / Survival Island
- 2006: Долина вовків: Ірак / Valley of the Wolves: Iraq
- 2006: Пам'ять / Memory
- 2007: The Mad
- 2007: Агент прибульців / Alien Agent
- 2007: Fishtales
- 2008: Ідеальне притулок / Perfect Hideout
- 2008: The Man Who Came Back
- 2009: Love N' Dancing
- 2009: The Hessen Affair
- 2009: Surviving Evil
- 2009: Magic Man
- 2009: Evil: In the Time of Heroes
- 2009: Мамо, я хочу співати! / Mama, I Want to Sing!
- 2010: Flutter
- 2010: Вороги серед нас / Enemies Among Us
- 2010: Убивство у Вегасі / Magic Man
- 2011: The Roommate
- 2011: Sniper: Reloaded
- 2011: Mercenaries
- 2012: Two Jacks
- 2012: Dark Star Hollow
- 2012: Уже не діти
- 2012: Цар скорпіонів 3 / The Scorpion King 3: Battle for Redemption
- 2013: Роботодавець
- 2013: Кров спокути / Blood of Redemption
- 2017: Блакитний світовий порядок
- 2018: «Голмс та Ватсон» — пасажир з «Титаніка»
- TBA: Hellblazers — Джошуа

### Телесеріали
| - 1986: Heart of the City - 1987: Matlock - 1987: 21 Jump Street - 1988: Crime Story - 1988: Вона написала вбивство / Murder, She Wrote - 1991: Твін Пікс / Twin Peaks - 1993: Байки зі склепу / Tales from the Crypt | - 1998: The New Batman Adventures - 2001: Boston Public - 2005: Усі жінки — відьми / Charmed - 2009: Samantha Who? - 2010: The Deep End - 2021: Правдива історія / True Story |

### Режисер
- 2005: Усі жінки — відьми / Charmed

### Продюсер
- 2007: Fishtales